# Fuilla
Fuilla – miejscowość i gmina we Francji, w regionie Oksytania, w departamencie Pireneje Wschodnie.
Według danych na rok 1990 gminę zamieszkiwało 297 osób, a gęstość zaludnienia wynosiła 31 osób/km² (wśród 1545 gmin Langwedocji-Roussillon Fuilla plasuje się na 628. miejscu pod względem liczby ludności, natomiast pod względem powierzchni na miejscu 775.). 

## Zabytki
Zabytki na terenie gminy posiadające status monument historique:
- kościół św. Eulalii (Église Sainte-Eulalie de Fuilla)
- Fort Libéria